# Somali National Bandy Association
Somali National Bandy Association är det styrande organet för bandy och rinkbandy. Förbundet grundades 2013 och samma år blev Somalia som första afrikanska land medlem i Federation of International Bandy.